# Sintula
Sintula là một chi nhện trong họ Linyphiidae.